# 德昌路
德昌路，元朝时设置的路，属于云南等处行中书省，等级下路。相当于今四川省米易县、德昌县。
汉朝属于邛都县，唐朝地没入南诏。德昌路在建昌路西南，所居蛮人为屈部。元朝至元九年（1272年）内附。至元十二年（1275年），立定昌路，以本部为昌州（今四川省德昌县南）十五年，置威龙州。二十三年（1286年），废除定昌路，并入德昌路，治所在本州葛鲁城。下领四州：德州、昌州、普济州、威龙州。本路有军民屯田。